# Magnus Brevig
Magnus Brevig (* 2. Dezember 1983 in Lørenskog) ist ein ehemaliger norwegischer Skispringer und Skisprungtrainer.

## Werdegang
Am 10. März 2000 debütierte Brevig in Våler im Continental-Cup (COC) und holte mit einem 31. Rang seine beste Platzierung in dieser Wettkampfserie. Ab Mitte März 2002 trat er nicht mehr bei internationalen Veranstaltungen an, konnte aber am 4. März 2004 als Vorspringer beim COC auf dem Vikersundbakken seine persönliche Bestweite von 189 Metern erzielen.
Nach seiner aktiven Zeit als Springer beschritt Brevig die Trainerlaufbahn und arbeitete zunächst unter Mika Kojonkoski. Während der Amtszeit von Alexander Stöckl war er Verantwortlicher für die technische Ausrüstung des norwegischen Herrenteams. Nachdem Stöckl ab Anfang 2024 aufgrund interner Kritik aus der Mannschaft seinen Posten nicht mehr ausübte, wurde Brevig Interimstrainer und übernahm die Position ab der darauffolgenden Saison auch formell.
Während der Nordischen Skiweltmeisterschaften wurde am 8. März 2025 ein Video veröffentlicht, in dem zu sehen ist, wie bereits registrierte Sprunganzüge unter der Aufsicht Brevigs umgearbeitet werden. Er und der norwegische Sportdirektor Jan-Erik Aalbu gestanden am 9. März einen Betrug ein. Brevig und der technische Verantwortliche Adrian Livelten wurden noch am selben Tag suspendiert, einen Tag später folgte auch Assistenztrainer Thomas Lobben. Bine Norčič erhielt zunächst den Cheftrainerposten zugesprochen, nahm diesen jedoch nicht an. Anders Fannemel wurde daraufhin übergangsweise eingesetzt.
Im Mai 2025 erklärte der norwegischen Verband, dass die Arbeitsverhältnisse von Brevig, Livelten und Lobben beendet worden sein.
Brevig lebt in Oslo.